# Drakes Broughton
Drakes Broughton est une localité anglaise située dans le comté du Worcestershire.